# Ernst Thieme
Ernst Friedrich Thieme (* 23. Mai 1885; † 24. Januar 1957 in Bad Gandersheim) war ein deutscher Kunsthistoriker, Kunstmaler und Heimatschriftsteller.

## Leben und Wirken
Er war als Lehrer im Range eines Studienrates in Dresden u. a. an der dortigen Volkshochschule tätig, wirkte auch als Kunstmaler in Klotzsche und war in seiner Freizeit als Heimatschriftsteller tätig.
Von 1906 bis März 1924 war Thieme Schriftleiter der Literarischen Beilage zur Sächsischen Schulzeitung. Daneben war er Bearbeiter des vom sächsischen Pestalozzi-Verein herausgegebenen Jugendkalenders und dessen Beilage, der Neuen Jugendblätter, die bei C. C. Meinhold & Söhne in Dresden erschienen.
1934 wurden Gemälde und Aquarelle von ihm in der Kunstausstellung Max Sinz in der Prager Straße in Dresden und auf der Herbstausstellung des Sächsischen Kunstvereins auf der Brühlschen Terrasse präsentiert.
Er war Mitglied einer Freimaurerloge.
1945 wurde er in Dresden ausgebombt und zog daraufhin nach Spradow. In Westdeutschland bemühte er sich, die Erinnerung an das alte Dresden und dessen Schönheiten durch Lichtbildervorträge wachzuhalten. Er starb auf einer solchen Vortragsreise in Bad Gandersheim im Alter von 71 Jahren.

## Schriften (Auswahl)
- Theodor Körner. Eine Einnerungsausgabe für die deutsche Jugend. Dresden 1913.
- Die Tragikomödie des Frühaufstehens. In: Dresdner Nachrichten, Belletristische Beilage vom 26. Januar 1913, S. 30.
- Dresdner Liedertafelreise. In: Dresdner Nachrichten vom 25. Mai 1914, S. 3.
- Krieg und Sieg. Vierte Folge. Fünfter Band. Bilder und Berichte aus Feld und Heimat für jung und alt.
- Ein sächsischer Volksschatz. In: Hausbücher für Sachsen. 2. Jg., Heft 6 (Juni 1921), S. 9–11.
- Heinz A. Graefe: Dresden – Vision und Erinnerung. Nach einer Idee von Ernst Thieme. Weidlich, Frankfurt a. M. 1965.